# Mark Isham
Mark Ware Isham (New York, 7 settembre 1951) è un compositore e trombettista statunitense.
Ha avuto una nomination all'Oscar alla migliore colonna sonora per In mezzo scorre il fiume.
Tra i suoi lavori sono da citare le musiche di America oggi, Belva di guerra,  Getaway, Crash - Contatto fisico, Bobby, Black Dahlia, Next e Leoni per agnelli.

## Biografia
Mark Ware Isham è figlio di Patricia Hammond, una violinista, e Howard Fuller Isham, un professore di lettere.
Isham è un seguace di Scientology. È sposato con Donna Isham.

## Filmografia parziale

### Cinema
- Mai gridare al lupo (Never Cry Wolf), regia di Carroll Ballard (1983)
- Fuga d'inverno (Mrs. Soffel), regia di Gillian Armstrong (1984)
- The Times of Harvey Milk, regia di Rob Epstein – documentario (1984)
- The Hitcher - La lunga strada della paura (The Hitcher), regia di Robert Harmon (1986)
- Accadde in paradiso (Made in Heaven), regia di Alan Rudolph (1987)
- Moderns (The Moderns), regia di Alan Rudolph (1988)
- Belva di guerra (The Beast), regia di Kevin Reynolds (1988)
- Il mistero Von Bulow (Reversal of Fortune), regia di Barbet Schroeder (1990)
- Il mio piccolo genio (Little Man Tate), regia di Jodie Foster (1991)
- L'ombra del testimone (Mortal Thoughts), regia di Alan Rudolph (1991)
- Billy Bathgate - A scuola di gangster (Billy Bathgate), regia di Robert Benton (1991)
- Point Break - Punto di rottura (Point Break), regia di Kathryn Bigelow (1991)
- Uomini e topi (Of Mice and Men), regia di Gary Sinise (1992)
- In mezzo scorre il fiume (A River Runs Through It), regia di Robert Redford (1992)
- Fuga dal mondo dei sogni (Cool World), regia di Ralph Bakshi (1992)
- Occhio indiscreto (The Public Eye), regia di Howard Franklin (1992)
- Triplo gioco (Romeo Is Bleeding), regia di Peter Medak (1993)
- America oggi (Short Cuts), regia di Robert Altman (1993)
- Bagliori nel buio (Fire in the Sky), regia di Robert Lieberman (1993)
- Timecop - Indagine dal futuro (Timecop), regia di Peter Hyams (1994)
- Thumbelina - Pollicina (Thumbelina), regia di Don Bluth e Gary Goldman (1994)
- I ricordi di Abbey (The Browning Version), regia di Mike Figgis (1994)
- Quiz Show, regia di Robert Redford (1994)
- Ritrovarsi (Safe Passage), regia di Robert Allan Ackerman (1994)
- Nell, regia di Michael Apted (1994)
- Getaway (The Getaway), regia di Roger Donaldson (1994)
- The Net - Intrappolata nella rete (The Net), regia di Irwin Winkler (1995)
- Difesa ad oltranza - Last Dance (Last Dance), regia di Bruce Beresford (1996)
- L'incredibile volo  (Fly Away Home), regia di Carroll Ballard (1996)
- Prove apparenti (Night Falls on Manhattan), regia di Sidney Lumet (1996)
- A casa per le vacanze (Home for the Holidays), regia di Jodie Foster (1996)
- Il collezionista (Kiss the Girls), regia di Gary Fleder (1997)
- Afterglow, regia di Alan Rudolph (1997)
- Conflitto d'interessi (The Gingerbread Man), regia di Robert Altman (1998)
- Blade, regia di Stephen Norrington (1998)
- In fuga col malloppo (Free Money), regia di Yves Simoneau (1998)
- Cielo d'ottobre (October Sky), regia di Joe Johnston (1999)
- A prima vista (At First Sight), regia di Irwin Winkler (1999)
- Varsity Blues, regia di Brian Robbins (1999)
- Men of Honor - L'onore degli uomini (Men of Honor), regia di George Tillman Jr. (2000)
- Regole d'onore (Rules of Engagement), regia di William Friedkin (2000)
- The Majestic, regia di Frank Darabont (2001)
- Don't Say a Word, regia di Gary Fleder (2001)
- L'ultimo sogno (Life as a House), regia di Irwin Winkler (2001)
- Hardball, regia di Brian Robbins (2001)
- Impostor, regia di Gary Fleder (2002)
- Moonlight Mile - Voglia di ricominciare (Moonlight Mile), regia di Brad Silberling (2002)
- Highwaymen - I banditi della strada (Highwaymen), regia di Robert Harmon (2003)
- The Cooler, regia di Wayne Kramer (2003)
- Spartan, regia di David Mamet (2004)
- Miracle, regia di Gavin O'Connor (2004)
- Crash - Contatto fisico (Crash), regia di Paul Haggis (2005)
- Derby in famiglia (Kicking & Screaming), regia di Jesse Dylan (2005)
- In Her Shoes - Se fossi lei (In Her Shoes), regia di Curtis Hanson (2005)
- Striscia, una zebra alla riscossa (Racing Stripes), regia di Frederik Du Chau (2005)
- Imbattibile (Invincible), regia di Ericson Core (2006)
- Bobby, regia di Emilio Estevez (2006)
- Black Dahlia (The Black Dahlia), regia di Brian De Palma (2006)
- Running (Running Scared), regia di Wayne Kramer (2006)
- The Mist, regia di Frank Darabont (2007)
- Il mio sogno più grande (Gracie), regia di Davis Guggenheim (2007)
- Leoni per agnelli (Lions for Lambs), regia di Robert Redford (2007)
- Next, regia di Lee Tamahori (2007)
- Freedom Writers, regia di Richard LaGravenese (2007)
- Nella valle di Elah (In the Valley of Elah), regia di Paul Haggis (2007)
- Reservation Road, regia di Terry George (2007)
- The Women, regia di Diane English (2008)
- Pride and Glory - Il prezzo dell'onore (Pride and Glory), regia di Gavin O'Connor (2008)
- La vita segreta delle api (The Secret Life of Bees), regia di Gina Prince-Bythewood (2008)
- The Express, regia di Gary Fleder (2008)
- Fame - Saranno famosi (Fame), regia di Kevin Tancharoen (2009)
- Il cattivo tenente - Ultima chiamata New Orleans (Bad Lieutenant: Port of Call New Orleans), regia di Werner Herzog (2009)
- The Conspirator, regia di Robert Redford (2010)
- Professione assassino (The Mechanic), regia di Simon West (2011)
- Stolen, regia di Simon West (2012)
- Homefront, regia di Gary Fleder (2013)
- 42 - La vera storia di una leggenda americana (42), regia di Brian Helgeland (2013)
- Beyond the Lights - Trova la tua voce (Beyond the Lights), regia di Gina Prince-Bythewood (2014)
- La risposta è nelle stelle (The Longest Ride), regia di George Tillman Jr. (2015)
- La grande Gilly Hopkins (The Great Gilly Hopkins), regia di Stephen Herek (2015)
- The Accountant, regia di Gavin O'Connor (2016)
- Mechanic: Resurrection, regia di Dennis Gansel (2016)
- Fallen, regia di Scott Hicks (2016)
- Sergente Rex (Megan Leavey), regia di Gabriela Cowperthwaite (2017)
- Sun Dogs, regia di Jennifer Morrison (2017)
- Peng e i due anatroccoli (Duck Duck Goose), regia di Chris Jenkins (2018)
- Qua la zampa 2 - Un amico è per sempre (A Dog's Journey), regia di Gail Mancuso (2019)
- Bolden, regia di Dan Pritzker (2019)
- See You Soon, regia di David Mahmoudieh (2019)
- Togo - Una grande amicizia (Togo), regia di Ericson Core (2019)
- Honest Thief, regia di Mark Williams (2020)
- Judas and the Black Messiah, regia di Shaka King (2021)
- Needle in a Timestack, regia di John Ridley (2021)
- Il talento di Mr. C (The Unbearable Weight of Massive Talent), regia di Tom Gormican (2022)

### Televisione
- Dalla Terra alla Luna (From the Earth to the Moon) – miniserie TV, puntate 03-09 (1998)
- In tribunale con Lynn (Family Law) - serie TV, 18 episodi (1999-2000)
- The Black Donnellys - serie TV (2007)
- Crash - serie TV (2008-2009)
- Mob City - serie TV, 6 episodi (2013)
- C'era una volta nel Paese delle Meraviglie (Once Upon a Time in Wonderland) - serie TV, 7 episodi (2013-2014)
- The Nevers – serie TV, 12 episodi (2021-2023)